# Betaniastiftelsen

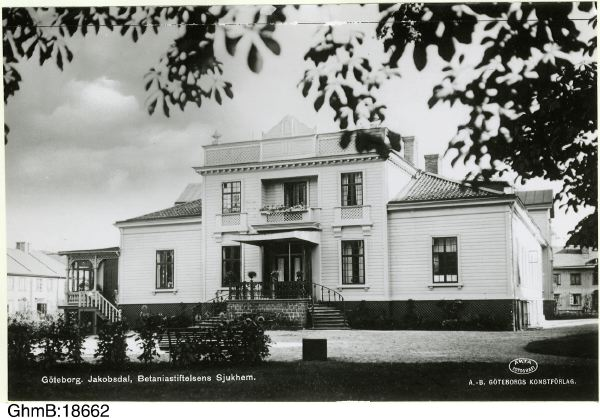
Betanastiftelsens sjukhem i Örgryte, Göteborg.

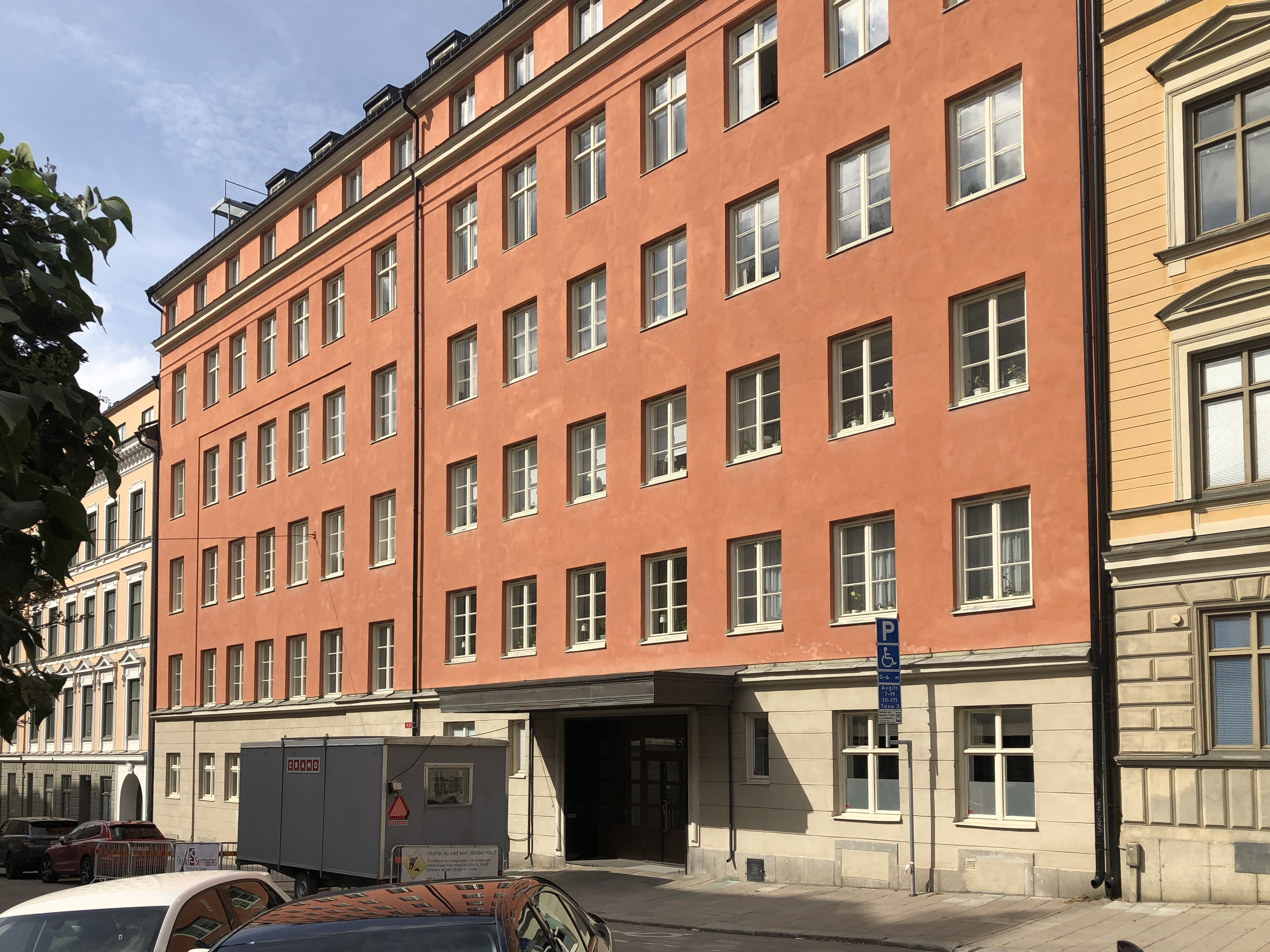
Betaniastiftelsens tidigare sjukhus i Stockholm

Betaniastiftelsen var från början en vårdinstitution inom Metodistkyrkan i Sverige. Sedan  Metodistkyrkan 2011 gick med i den nybildade Equmeniakyrkan är stiftelsen en fristående och självförvaltande del av Equmeniakyrkan.
Betaniastiftelsen grundades 1900 i Göteborg som en diakonissförening med namnet Betaniaföreningen, och införlivades 1911 med Metodistkyrkan. 
Från 1902 utbildades sjuksköterskor vid Metodistkyrkans sjukhus i Tyskland Bethanien Krankenhaus i Hamburg och Frankfurt am Main, men från 1926 anordnades en egen sjuksköterskeutbildning med praktik vid de tyska sjukhusen. Utbildningen upphörde 1973.
Stiftelsen drev 1947 Jakobsdals hem för sinnessjuka i Örgryte, Göteborg, vilohemmet Ahlefors vid Alingsås och ett hem för kroniskt sjuka i Stocksund. Man drev även systerhem och sjukhem i Malmö, Stockholm och Göteborg.
Idag är Betaniastiftelsen verksam med utbildningar över hela landet inom palliativ vård, kriskommunikation, kultur i vården och inom själavård.